# Cabanes de pedra seca (Rellinars)
Les Cabanes de pedra seca és una obra de Rellinars (Vallès Occidental) inclosa a l'Inventari del Patrimoni Arquitectònic de Catalunya.

## Descripció
Al terme municipal de Rellinars hi ha disseminades per l'entorn rural diverses cabanes de pedra seca, la majoria de planta circular i aguna de planta quadrada. Són construccions de pedra desbastada sense morter cobertes amb falsa cúpula. L'única obertura és la porta d'accés, rectangular amb una llinda de pedra o de fusta.